# Rožmitál pod Třemšínem (stacja kolejowa)
Rožmitál pod Třemšínem – stacja kolejowa w Rožmitál pod Třemšínem, w kraju środkowoczeskim, w Czechach. Znajduje się na wysokości 520 m n.p.m.
Jest zarządzana przez Správę železnic. Na stacji nie ma możliwości zakupu biletów, a obsługa podróżnych odbywa się w pociągi.

## Linie kolejowe
- 204 Březnice - Rožmitál pod Třemšínem